# Строн (Індіана)
Строн (англ. Straughn) — місто (англ. town) в США, в окрузі Генрі штату Індіана. Населення — 259 осіб (2020).

## Географія
Строн розташований за координатами 39°48′30″ пн. ш. 85°17′27″ зх. д. / 39.80833° пн. ш. 85.29083° зх. д. (39.808382, -85.290850).  За даними Бюро перепису населення США в 2010 році місто мало площу 0,36 км², уся площа — суходіл.

## Демографія
Згідно з переписом 2010 року, у місті мешкали 222 особи в 81 домогосподарстві у складі 61 родини. Густота населення становила 609 осіб/км².  Було 97 помешкань (266/км²).
Расовий склад населення:
| - 99,5 % — білих |

До двох чи більше рас належало 0,0 %. Частка іспаномовних становила 0,5 % від усіх жителів.
За віковим діапазоном населення розподілялося таким чином: 22,1 % — особи молодші 18 років, 63,0 % — особи у віці 18—64 років, 14,9 % — особи у віці 65 років та старші. Медіана віку мешканця становила 40,0 року. На 100 осіб жіночої статі у місті припадало 77,6 чоловіків;  на 100 жінок у віці від 18 років та старших — 88,0 чоловіків також старших 18 років.
Середній дохід на одне домашнє господарство  становив 42 054 долари США (медіана — 33 333), а середній дохід на одну сім'ю — 44 869 доларів (медіана — 45 000). Медіана доходів становила 37 188 доларів для чоловіків та 32 000 доларів для жінок. За межею бідності перебувало 36,0 % осіб, у тому числі 54,1 % дітей у віці до 18 років та 0,0 % осіб у віці 65 років та старших.
Цивільне працевлаштоване населення становило 98 осіб. Основні галузі зайнятості: виробництво — 22,4 %, освіта, охорона здоров'я та соціальна допомога — 22,4 %, мистецтво, розваги та відпочинок — 12,2 %, науковці, спеціалісти, менеджери — 11,2 %.